# 白凤鸣
白鳳鳴（1909年—1980年），男，北京人，「少白派」京韻大鼓始創人。中国曲艺家协会常务理事。

## 生平
自幼跟從父親白曉山學藝，後向劉寶全、韓永祿、長兄白鳳岩等學藝，逐漸形成「少白派」京韻大鼓。
中華人民共和國建立後，曾出任中央廣播說唱團團長，多次率領全團在各地演出。他擅長的節目有《長阪坡》、《白帝城》、《單刀會》、《擊鼓罵曹》等。他獨有的曲目有《七星燈》、《建文帝出家》、《紅梅閣》、《羅成叫關》、《懷德別女》等。